# Мёшингер, Альберт
Альберт Жан Мёшингер (нем. Albert Jean Moeschinger; 10 января 1897, Базель — 25 сентября 1985, Штеффисбург) — швейцарский композитор.
Родился в семье немецкоговорящего предпринимателя и француженки из Эльзаса. По окончании школы по настоянию отца в течение трёх лет работал в банке. Затем в 1917—1920 гг. учился в Берне у органиста Эрнста Графа и пианиста Оскара Циглера. В 1920—1922 гг. изучал композицию в Лейпцигской консерватории у Пауля Гренера и Зигфрида Карг-Элерта, затем в 1922—1923 гг. в Мюнхене у Вальтера Курвуазье.
В 1923 г. вернулся в Швейцарию, играл на фортепиано в отелях, преподавал частным образом. В 1929 г. первым прорывом в композиторской карьере Мёшингера стал концерт из его произведений в исполнении Вальтера Гизекинга, Вальтера Фрая и Франца Йозефа Хирта. В 1937—1942 гг. преподавал в Бернской консерватории.
Ранние сочинения Мёшингера — в частности, струнные квартеты студенческих лет — несут отпечаток влияния Макса Регера и Рихарда Штрауса. В дальнейшем его творчество вбирает в себя идеи Арнольда Шёнберга и Игоря Стравинского, с 1950 г. он работал в технике додекафонии.
Лауреат премии искусств Базеля (1953), премии Швейцарского союза музыкантов (1957), музыкальной премии кантона Берн (1981).